# Vicente Ferrer Roselló
Vicente Ferrer Roselló   (València, 9 de juliol de 1959) és un advocat i polític valencià, diputat en la IX i X legislatures al Congrés espanyol (2008-2015) i senador designat per les Corts Valencianes (1995-2003).

## Biografia
Llicenciat en dret, inicialment milità en Unió Valenciana (UV), de la qual fou secretari nacional fins a la crisi d'aquest partit amb la baixa de Vicent González i Lizondo, i crea Iniciativa de Progrés de la Comunitat Valenciana, grup que acabarà integrant-se en el Partit Popular (PP). És en aquesta etapa que serà designat senador al Senat espanyol per les Corts Valencianes, inicialment per UV i després pel PP, del 1995 al 2003. Al Senat fou president de la Comissió Especial per a la prevenció de riscos laborals i vicepresident primer de la comissió d'afers iberoamericans.
En 2003 va ser elegit regidor a l'Ajuntament d'Alboraia (l'Horta Nord), renovant el càrrec a les successives eleccions locals de 2007 i 2011. També fou diputat provincial i vicepresident de la Diputació de València en el període de 2003 a 2008 quan renuncià després de ser elegit diputat a les eleccions generals espanyoles de 2008. A les eleccions generals de 2011 renovà l'escó i ha estat portaveu adjunt de la Comissió de Justícia del Congrés dels Diputats.
En juny de 2013 fou condemnat pel Tribunal Suprem d'Espanya a una multa de 720 euros i a la retirada del carnet de conduir durant vuit mesos per conduir ebri.
El 2024 és nomenat cap de gabinet del vicepresident i conseller per a la Recuperació Econòmica i Social Francisco Gan Pampols, nomenat pel president de la Generalitat Valenciana Carlos Mazón per a la coordinació de les tasques de reconstrucció després de la catàstrofe de la Gota freda d'aquella tardor.